# Дьяков, Алексей Михайлович
Алексе́й Миха́йлович Дья́ков (1896—1974) — советский индолог, доктор исторических наук (1947), профессор (1950), заслуженный деятель науки РСФСР (1967).

## Биография
Родился в русской семье. Отец — дворянин, врач и революционер М. А. Дьяков, внучатый племянник (по матери отца) М. А. Бакунина. Мать — акушерка. Дед — помещик. Брат — Т. М. Дьяков — деятель органов охраны правопорядка, начальник отдела угрозыска ГУРКМ. Революционеры также другие братья, Александр и Михаил.
Окончил Тверское реальное училище (1907—1913), учился на естественном факультете Университета Шанявского в Москве (1913—1914), учился на медицинском факультете Томского университета (1914—1919), который не закончил. Член РСДРП(б) с 13 мая 1917. Окончил медицинский факультет 2-го Московского государственного университета в 1921, получил специальность «врач-терапевт».
Владел немецким и таджикским языками. В 1925 стал наркомом здравоохранения Таджикской АССР, в 1928‒1931 работал в Среднеазиатском бюро ЦК ВКП(б).
В 1932—1936 учился в Институте красной профессуры. В 1936‒1938 в Научно-исследовательском институте колониальных проблем, в 1939‒1941 в Институте мирового хозяйства и мировой политики АН СССР, в 1944‒1950 в Тихоокеанском институте АН СССР, с 1950 в Институте востоковедения АН СССР, один из создателей советской индологии.
Основные работы по вопросам новейшей истории, экономики, этнографии, а также филологии Индии. Награждён 2 орденами, а также медалями.
Умер в 1974 году. Урна с прахом захоронена в колумбарии Новодевичьего кладбища.

## Семья
- Отец — Михаил Александрович Дьяков (1869—1920), сын  Александр Николаевич Дьяков (1835—1915), племянника М. А. Бакунина  по матери Варваре Александровне, урожденной Бакуниной (1812—1864), и Елизаветы Эрнестовны урождённой Пфингстен  (1842—?)[3]
- Мать  — Александра Петровна Дьякова, урождённая ?[3]

## Награды и звания
- орден Трудового Красного Знамени (27.03.1954)
- орден Трудового Красного Знамени Таджикской ССР
- Заслуженный деятель науки РСФСР

## Основные работы
- Дьяков А. М. Национальный вопрос и английский империализм в Индии, М., 1948;
- Дьяков А. М. Индия во время и после второй мировой войны (1939‒1949 гг.), М., Изд-во АН СССР, 1952 263 с.;
- Дьяков А. М. Национальный вопрос в современной Индии, М., 1963.